# گودبراندسدالسلوگن
گودبراندسدالسلوگن (نروژی: Gudbrandsdalslågen) (یا به سادگی لوگن (نروژی: lågen)) رودخانه‌ای است که از طریق دره گودبراندزدالن در شهرستان اینلاندت، نروژ می‌گذرد. این رودخانه ۲۰۴ کیلومتری (۱۲۷ مایل) از میان دره‌ای بزرگ در نروژ شرقی می‌گذرد و سپس به میوسا، بزرگترین دریاچه نروژ تخلیه می شود. این رودخانه از میان شهرداری‌های لششا، دووره، سیل، نورو-فرون، سار فروون، رینگبو، اوییر و لیلهامر می‌گذرد.

## نگارخانه

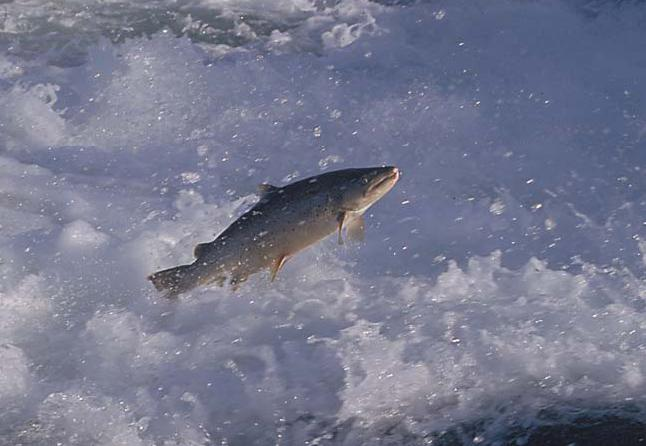
تخم‌ریزی ماهی قزل‌آلا
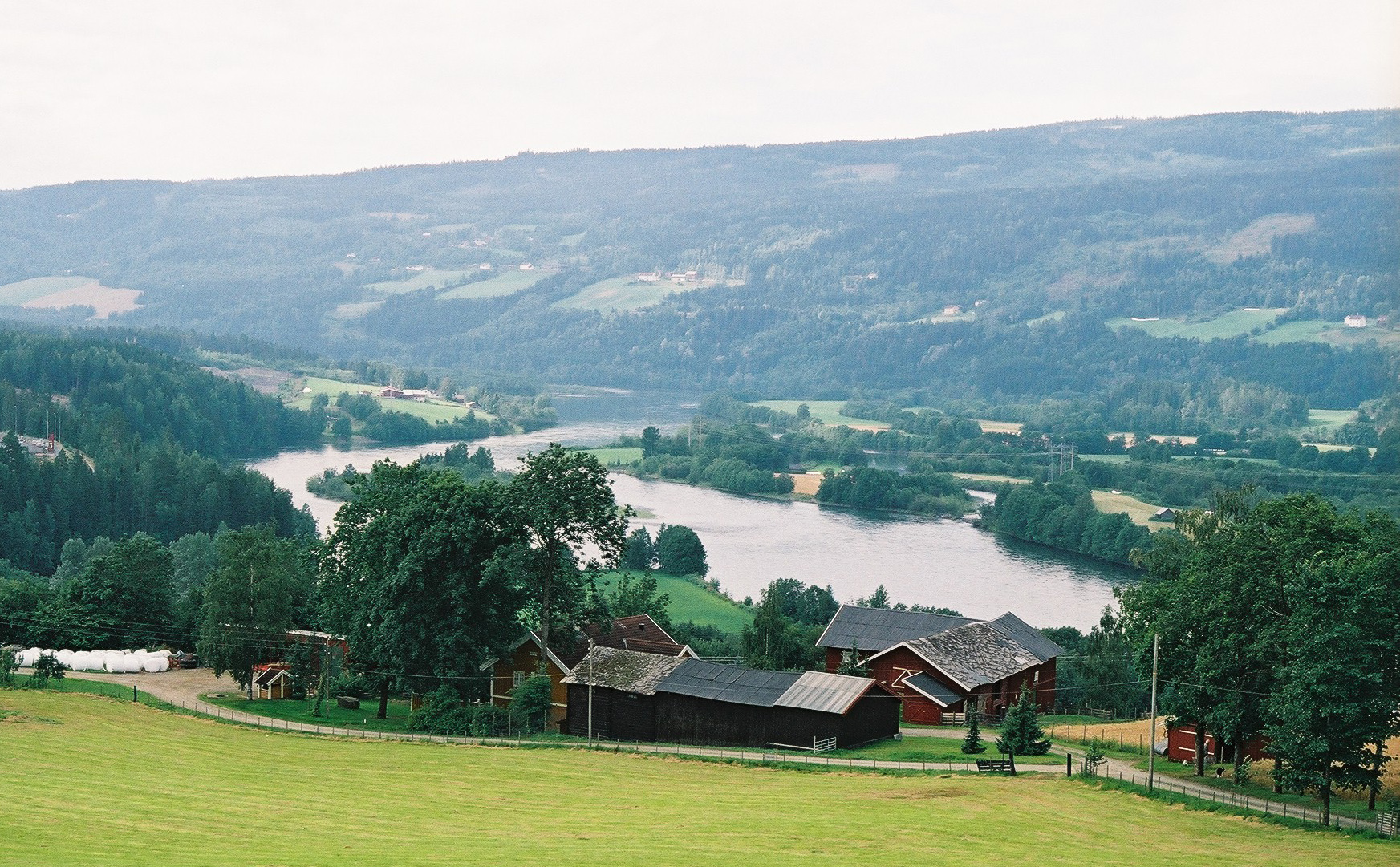
گودبراندسدالسلوگن یک دلتا را تشکیل می‌دهد که در آن به دریاچه میوسا می‌ریزد
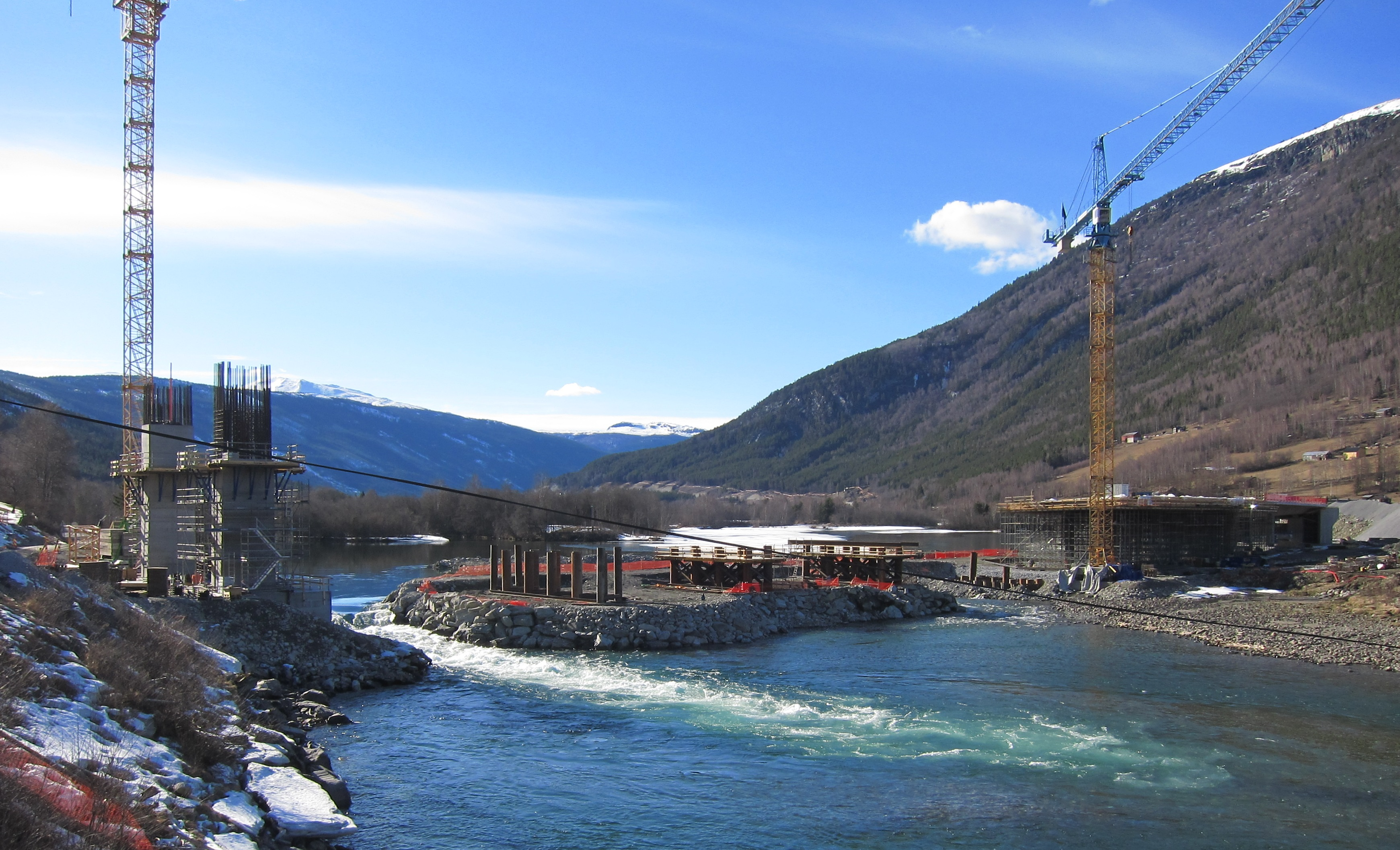
پل لوگن در جاده E6 نزدیک کوام در حال ساخت در سال ۲۰۱۵
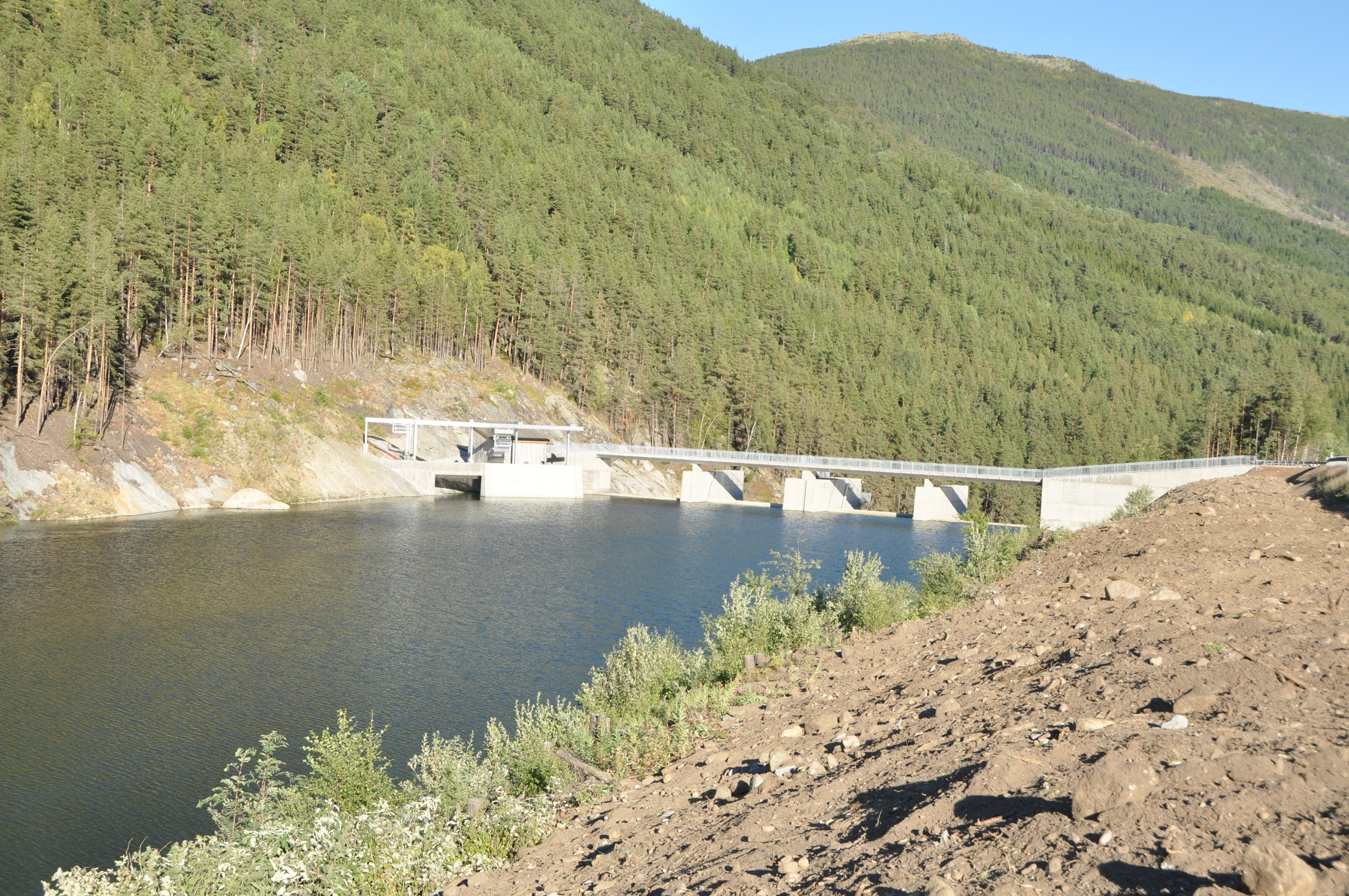
مخزن انرژی آبی روستن در قسمت بالایی لوگن